# Carl Fredrik Nyman
Carl Fredrik Nyman (Stoccolma, 31 agosto 1820 – 26 aprile 1893) è stato un botanico svedese.

## Biografia
Specialista in briofite, Nyman è stato curatore del Museo Svedese di Storia Naturale di Stoccolma (1855–1889). Con Heinrich Wilhelm Schott (1794-1865) e Theodor Kotschy (1813-1866), è stato editore di Analecta Botanica (1854).

## Alcune opere
- Conspectus Florae Europaeae, (Vol. 1 settembre 1878, Vol. 2 ottobre 1879, Vol. 3 luglio 1881, Vol. 4 ottobre 1882, addenda dicembre 1885).
- Sylloge Florae Europaeae, (1854–1855).